# Clonophycus
Genre
Clonophycus est un genre d'organismes fossiles. Le taxon n'a pu être attribué à un domaine et est donc classé parmi les Biota incertae sedis. Il peut s'agir d'organismes procaryotes photosynthétiques ou d'algues eucaryotes vertes ou rouges. Les espèces datent d'une période allant de l'Édiacarien jusqu'au début du Cambrien.
L'espèce type, Clonophycus elegans, a été trouvée dans la Formation de Barney Creek (du groupe McArthur) en Australie, et est datée du milieu du Protérozoïque.

## Espèces
- †Clonophycus belium
- †Clonophycus bellus
- †Clonophycus biattina Oehler 1978
- †Clonophycus dissides
- †Clonophycus elegans (type) Oehler J.H., 1977[1]
- †Clonophycus guizhouensis
- †Clonophycus inaequimagnus
- †Clonophycus laceyi
- †Clonophycus maximus
- †Clonophycus ostiolum Oehler 1978
- †Clonophycus refringens Oehler 1978
- †Clonophycus vacus Wang et al. 1983
- †Clonophycus vulgaris Oehler 1978